# Жизнь на Марсе (телесериал, США)
«Жи́знь на Ма́рсе» (англ. Life on Mars) — американская адаптация одноимённого сериала BBC о сыщике, живущем в XXI веке, который таинственным образом попадает в 1973 год.
По жанру сериал «Жизнь на Марсе» — детективная драма, в которой нашлось место мистическому переносу во времени, на котором завязано всё повествование. Сериал получил своё название, как и английская версия сериала, в честь песни Дэвида Боуи «Life on Mars?».
На канале ABC показ осуществлялся с 9 октября 2008 года по 1 апреля 2009 года. Вначале сериал имел высокие рейтинги из-за интересного сюжета и отлично переданной атмосферы того времени, но потом он стал терять популярность. Это послужило причиной того, что телеканал ABC решил не заказывать второй сезон.
На российских экранах премьера состоялась 28 июля 2009 года. Показ осуществлял «Первый канал».

## Сюжет
Главный герой сериала, Сэм Тайлер (англ. Sam Tyler), детектив департамента полиции города Нью-Йорк, в результате автокатастрофы оказывается в 1973 году. Сэм не понимает происшедшего с ним, полагая, что он либо находится в коме, либо сошёл с ума, либо действительно совершил путешествие во времени. Реальность происходящего вокруг не оставляет ему выбора, вынуждая работать старшим детективом под руководством одиозного начальника Джина Ханта (англ. Gene Hunt). Сериал состоит из 17 эпизодов.

## Производство
Дэвид Келли (англ. David E. Kelley) был автором и исполнительным продюсером пилотного шоу, но позже передал обязанности производства Джошу Эпельбауму (англ. Josh Appelbaum), Андре Немеку (англ. Andre Nemec) и Скотту Розенбергу (англ. Scott Rosenberg).
После съёмок пробного эпизода ABC дало указание переснять его. Несколько актёров сериала и членов команды были заменены, съёмки были перенесены из Лос-Анджелеса в Нью-Йорк. События телесериала также были перенесены в 125-й участок полицейского управления города Нью-Йорк. Оригинал был переделан с разрешения его создателей, чтобы устранить «неудовлетворительную» двусмысленность истории Сэма в пользу «мифологического элемента» и «более глубокой тайны».
Премьера сериала в Северной Америке состоялась 9 октября 2008 года на телеканале ABC, после сериала «Анатомия страсти». Сериал также транслировался на канале Global в Канаде, на FX в Великобритании, и на Network Ten в Австралии. 20 ноября 2008 года ABC заказал четыре дополнительных эпизода. После зимней паузы «Жизнь на Марсе» стали показывать ночью, по средам с 28 января 2009 года, после сериала «Остаться в живых».
2 марта 2009 года было объявлено, что ABC не будет заказывать второй сезон. Решение об отмене пришло достаточно давно, чтобы позволить производителям закончить сюжетную линию. Телеканал показал все семнадцать заказанных эпизодов. Заключительный эпизод был показан 1 апреля 2009 года.

## Кастинг
В пилотной версии ABC, Рашель Лефевр исполнила роль Энни Картрайт (англ. Annie Cartwright), а Колм Мини — роль Джина Ханта. Однако в июне 2008 года оба актёра были заменены. В конечном итоге роль лейтенанта Джина Ханта досталась Харви Кейтелю, а Гретхен Мол исполнила роль Энни Норрис (англ. Annie Norris).